# نوك أباد غنبد
نوك أباد غنبد (بالفارسية: نوک‌آباد گنبد) هي قرية تقع في قسم دلغان الريفي (مقاطعة دلغان) في إيران. يقدر عدد سكانها بـ 426 نسمة .